# 真宗 (宋)
真宗（しんそう）は、北宋の第3代皇帝（在位：997年5月8日 - 1022年3月23日）。諱は最初は徳昌(とくしょう)、最終的に恒(こう)となった。

## 略歴
太宗の方針を受け継ぎ、文治主義を推進したが、その結果として軍事力の弱体化を招いた。咸平2年（999年）に西夏と結んだ契丹の聖宗による南征を受ける。当初は小規模な軍事行動であったが、景徳元年（1004年）に聖宗と摂政の承天太后は親征を行い、20万と号する大軍を南下させた。この親征に宋朝は動揺、王欽若ら多数の官僚は江南へ遷都する主張をするが、寇準は断固抗戦を主張、その意見を容れた真宗は契丹に対する親征を決意した。
宋・契丹の両親征軍は澶州（現在の河北省濮陽市）で膠着状態となった。宋は西夏との軍事的緊張もあることから契丹にのみ大軍を用いることの不利を理解し、真宗は寇準の反対を押し切って契丹に使者を派遣、和議が成立した（澶淵の盟）。和議により以降、宋は契丹に対し毎年銀10万両・絹20万匹を贈り、宋が兄・契丹が弟の礼をもって付き合うこととなった。歳幣の金額を尋ねられた使者が指3本を出したのを見て、真宗は300万かと思って驚いたが、30万と聞かされて安心したという話が残っている。
この和議は西夏との関係にも影響を与える。それまで契丹と同盟を結び宋と対抗していた西夏であるが、澶淵の盟が成立した後も独力で宋に対抗することの限界を理解し、宋との和議が結ばれている。
その後、真宗は寇準を王欽若の讒言で罷免した。また大中祥符元年（1008年）には泰山で封禅を行い、さらに宮殿造営を行うなどの国威発揚を目的とする各事業を行うが、国費を消耗させたことが後世の非難の対象となっている。
内政面では大中祥符5年（1012年）、福建路で栽培されていた占城稲を江南各地に広めたことが特筆される。風水害に強く短期間で栽培可能な占城稲の普及は、江南以南の地域における二毛作や二期作を可能とし、農業生産を飛躍的に増加させた。後世「蘇湖熟すれば天下足る」「蘇常熟すれば天下足る」と称される、江南の高い農業生産の基礎を築いた面では一定の評価がなされている。
乾興元年（1022年）に崩御した。

## 道教との関係
大中祥符元年（1008年）、王欽若や道士が画策した天書事件により、その符瑞によって大中祥符と改元し、封禅の儀を執行した。
また真宗は、太宗代から重用されていた張守真という道士を尊崇し、翊聖保徳真君の称号を与え、大中祥符7年（1014年）には、その像を建てた。
その後も真宗は道教を尊崇し、道士に対する免税や道観などの建築を行ない、道蔵（道教経典）の整理を行わせ、天禧3年（1019年）に完成すると、これを『大宋天宮宝蔵』と名づけた。

## 在位中の宰相
- 呂端
- 張斉賢（中国語版）
- 李沆（中国語版）
- 呂蒙正
- 向敏中（中国語版）
- 畢士安（中国語版）
- 寇準
- 王旦（中国語版）
- 王欽若
- 丁謂
- 李迪（中国語版）
- 馮拯（中国語版）

## 家族
- 正室：莒国夫人潘氏（贈章懐皇后）
- 皇后：郭皇后（章穆皇后）
  - 次男：悼献太子 趙祐 - 9歳で早世した。
- 皇后：劉皇后（章献明粛皇后）
- 側室：李宸妃（贈章懿皇后）
  - 六男：仁宗 趙禎 - 第4代皇帝
  - 皇女：恵国公主（静一帝姫[4]）
- 側室：楊淑妃（贈章恵皇后） - 仁宗の養母
- 側室：賢妃 杜瓊真（贈貴妃）
  - 皇女：魯国長公主（昭懐帝姫）趙志沖 - 若くして出家し、道士となった[4]。
- ほか多数
  - 貴妃沈氏（沈倫の孫娘）、賢妃曹氏（曹彬の娘）、賢妃陳氏、順容戴氏（戴興の娘）
  - 美人徐氏、才人陳氏
  - 典正張氏、張氏[注釈 1]、王氏
- 生母不詳の子女
  - 長男：趙禔（夭折）
  - 三男：趙祇（夭折）
  - 四男：趙祉（夭折）
  - 五男：趙祈（夭折）